# 227e division de fusiliers (2e formation)
« 74e division mécanisée » redirige ici. Pour les unités homonymes, voir 227e division et 74e division.
La 227e division de fusiliers (en russe : 227-я стрелковая дивизия), est une grande unité d'infanterie de l'Armée rouge pendant la Seconde Guerre mondiale. Créée en août 1943, elle reçoit pendant la guerre l'ordre du Drapeau rouge et le titre honorifique Temrioukskaïa (« de Temriouk »). En 1946, elle prend le nom de 49e brigade indépendante de fusiliers (49-я отдельная стрелковая бригада. Elle est à nouveau transformée en 1953, devenant la 74e division mécanisée (74-я механизированная дивизия). Renommée 74e division de fusiliers motorisés (74-я мотострелковая дивизия) en 1957, elle est dissoute en 1959.

## Historique

### Seconde Guerre mondiale
La division est créée en août 1943 au sein de la 9e armée du front du Nord-Caucase par fusion de la 19e brigade de fusiliers et de la 84e brigade de fusiliers marins.
Une fois formée, la division a l'ordre de bataille suivant :
- 570e régiment de fusiliers,
- 777e régiment de fusiliers,
- 779e régiment de fusiliers,
- 711e régiment d'artillerie.

La division reçoit le titre honorifique Темрюкская  (Temriouskaïa) le 9 octobre 1943 après la libération de Temriouk. Elle reçoit l'ordre du Drapeau rouge le 24 avril 1944 après la libération de Théodosie.
À partir du 9 août 1945, la division est renforcée par le 954e groupe (divizion) d'artillerie automotrice.

### Guerre froide
À l'automne 1945, la division prend garnison à Krasnoïarsk, subordonnée au district militaire ouest-sibérien (fusionné dans le district militaire sibérien en 1953).
À l'été 1946, la division est réduite et forme la 49e brigade indépendante de fusiliers, constituée d'un régiment d'artillerie, de trois bataillons de fusiliers et d'un bataillon de chars et d'automoteurs. Les 570e, 777e et 779e régiments de fusiliers deviennent donc les 233e, 236e et 265e bataillons de fusiliers tandis que le 954e groupe d'artillerie automotrice devient 226e bataillon de chars et d'automoteurs.
Le 23 septembre 1953, la 49e brigade est transformée en 74e division mécanisée. Les bataillons de fusiliers deviennent alors des régiments mécanisés, respectivement le 231e, le 228e et le 232e. Le 226e bataillon de chars et d'automoteurs forme le 386e régiment de chars et d'automoteurs.
Les trois régiments mécanisés sont renommés régiments de fusiliers motorisés et le 231e régiment mécanisé change de numéro au passage, devenant le 446e régiment de fusiliers motorisés. Le 386e régiment de chars et d'automoteurs garde son numéro mais est transformé en 386e régiment de chars.
La division est dissoute le 1er mars 1959. Toutes ses unités sont dissoutes, sauf le 228e régiment de fusiliers motorisés et le 386e régiment de chars qui rejoignent la 85e division de fusiliers motorisés à Novossibirsk,.